# Clematis 'Carmen Rose'
Clematis 'Carmen Rose' — сорт клематиса (ломоноса). Используется в качестве вьющегося декоративного садового растения.
Сорт получен из семян собранных на Камчатке Eric Hulten.

## Описание сорта
Диплоид.
Высота 2—3 м. Края листьев зубчатые.
Цветёт на старых побегах.
Цветки поникающие, колокольчатые, от фиолетового до пурпурно-розового цвета с ярко красно-фиолетового цвета жилками, согласно другому источнику лилово-розовые, 10—12 см в диаметре. Листочки околоцветника в количестве 4, 3,5—7 см длиной, 1,5—2,2 см шириной, продолговато-яйцевидные, на конце заострённые, с гофрированными краями. 
Стаминодии кремово-белые, на концах с розоватым оттенком. 
Сроки цветения: апрель, май, июнь, сентябрь.

## Агротехника
Местоположение любое. Почвы хорошо дренированные. 
Группа обрезки: 1 (не нуждается в обрезке). Концы молодых побегов рекомендуется прищипывать.
Зона морозостойкости: 3—9.
В качестве опоры могут использоваться деревья и кустарники средней высоты не требующие ежегодной обрезки. Может выращиваться в крупных контейнерах.